# Rörträsket (Nederluleå socken, Norrbotten)
Rörträsket är en sjö i Luleå kommun i Norrbotten och ingår i Alåns huvudavrinningsområde. Sjön har en area på 0,223 kvadratkilometer och ligger 78 meter över havet. Sjön avvattnas av vattendraget Alån (Långsjöån).

## Delavrinningsområde
Rörträsket ingår i det delavrinningsområde (730066-176245) som SMHI kallar för Inloppet i Västmarksträsket. Medelhöjden är 93 meter över havet och ytan är 4,47 kvadratkilometer. Räknas de 7 avrinningsområdena uppströms in blir den ackumulerade arean 217,56 kvadratkilometer. Avrinningsområdets utflöde Alån (Långsjöån) mynnar i havet. Avrinningsområdet består mestadels av skog (76 procent) och sankmarker (17 procent). Avrinningsområdet har 0,22 kvadratkilometer vattenytor vilket ger det en sjöprocent på 5 procent.